# Melectoides fumipennis
Melectoides fumipennis là một loài Hymenoptera trong họ Apidae. Loài này được Roig-Alsina mô tả khoa học năm 1991.